# Ángel rebelde
Ángel rebelde es una telenovela estadounidense realizada por la cadena venezolana Venevisión y la productora estadounidense Fonovideo Productions en el año 2004. Está basada en la historia escrita por Alberto Gómez. 
Protagonizada por Grettell Valdez y Víctor Noriega, con las participaciones antagónicas de Maritza Rodríguez y la primera actriz Claudia Islas. Con las actuaciones estelares de Lisette Morelos, Osvaldo Ríos, Alba Roversi, Bernie Paz, Adriana Acosta, Maritza Bustamante, Juan Pablo Gamboa, Ismael La Rosa, Ariel López Padilla, Desideria D'Caro y María Antonieta Duque .

## Sinopsis
Lucía Valderrama podría haberse criado entre lujos y privilegios, pero ese destino se truncó antes de su nacimiento. Su padre, Alejandro Valderrama, mató a un hombre que intentaba violar a su novia, Elena Covarrubias Andueza. Alejandro fue condenado a veinte años de cárcel y su perversa suegra, doña Enriqueta Andueza viuda de Covarrubias, aprovechó la situación para apoderarse de sus negocios y su fortuna.
Elena, embarazada de Lucía, huyó del hogar materno junto a una criada, Manuela Romero. Ahora, a sus veinte años, Lucía (cree que su padre está muerto) es el sostén de su familia, compuesta por su madre y sus hermanos adoptivos, Rafael y Cheíto Romero, los hijos de Manuela.
La belleza de Lucía atrae a muchos hombres, desde el matón del barrio, Juan Cuchillo, hasta a Alejo Espejo, un hombre cincuentón casado con su posesiva esposa, Etelvina Pérez. Pero Lucía se enamora de Raúl Hernández, sobrino de Alejo, un joven apuesto y humilde que trabaja sin descanso en el vivero de su tío. Lucía y Raúl viven felices hasta que él consigue un trabajo como jardinero de la familia Covarrubias; allí él conoce a Cristal Covarrubias, la nieta de doña Enriqueta, que se enamora de él y hará todo lo posible por conquistarle.
En la mansión de la familia Covarrubias viven la ambiciosa doña Enriqueta y sus tres nietas. La mayor es Natasha, una importante ejecutiva que por amor al trabajo ha descuidado a su esposo, Ernesto Lezama y a la hija de ambos, Lisette; la segunda nieta y la más parecida a su abuela es Cristal, una mujer bella pero perversa y manipuladora, y la menor, Mariela, una adolescente rebelde que siempre se está peleando con su abuela.
Por azares del destino, Lucía también entra a trabajar en la mansión de quien no sabe que es su familia y se ve obligada a soportar las humillaciones de doña Enriqueta y el odio de Cristal. La joven tendrá que luchar duramente para recuperar el amor de Raúl y la fortuna que disfrutan su abuela y sus primas.

## Elenco
- Grettell Valdez - Lucía Valderrama Covarrubias
- Víctor Noriega - Raúl Hernández Espejo
- Maritza Rodríguez - Cristal Covarrubias de Hernández
- Claudia Islas - Doña Enriqueta Andueza viuda de Covarrubias
- Osvaldo Ríos - Alejandro Valderrama
- Alba Roversi - Elena Covarrubias Andueza
- Lisette Morelos - Natasha Covarrubias  de Lezama
- Ariel López Padilla - Ernesto Lezama  / Rómulo Lezama
- Sandra Itzel - Lisette Lezama Covarrubias
- Maritza Bustamante - Mariela Covarrubias
- Bernie Paz - Doctor Claudio Salazar
- Juan Pablo Gamboa - Camilo Salazar
- Claudia Reyes - Iraida Ferrer
- Norma Zúñiga - María Dolores "Lola" de Ontiveiros
- Franklin Virgüez - Alejandro Espejo "Alejo"
- Marisol Calero - Etelvina Pérez de Espejo
- Adriana Acosta - Rosa María "Rosita" Rosales Pérez
- Ismael La Rosa - Leonel Anselmi
- Konstantinos Vrotsos (†) - Cheíto Romero Morante
- Carlos Augusto Maldonado - Rafael Romero Morante
- Rodrigo Vidal - Luigi Spaghetti
- Marcela Cardona - Graciela Santiago "Gracielita"
- Orlando Fundichely - Vicente Lander
- Vivian Ruiz - Balbina Lander
- Patricio Borghetti - Juan Ontiveiros "Juan Cuchillo"
- María Antonieta Duque - Rubí Morantes Ramírez
- Alba Raquel Barros - Simona Ramírez
- Julio Capote - Rudenciño Ontiveiros "Gallego"
- Sabrina Olmedo - Betania Marinete
- Desideria D'Caro - Patricia Villaverde Lezama
- Elizabeth Morales - Penélope Lezama de Santibáñez
- Jorge Luis Pila - José Armando Santibáñez
- Hada Béjar (†) - Tomasa Martínez "Tomasita"
- Thanya López - Laura Quiñones / Laura Lander Villaverde "Laurita"
- Gladys Cáceres - Consuelo Quiñones "Chela"
- Anette Vega(†) - Fabiana Quiñones
- Ricardo García - Licenciado Leopoldo Serrano
- Rolando Tarajano - Marco Tulio Montaner
- Marina Vidal - Silvia Serrano de Montaner
- Gabriela Banus - Silvia Montaner Serrano "Silvita"
- Marielena Pereira - Manuela Morante viuda de Romero
- Arianna Coltellacci - Liliana Cáceres "Lilly"
- Jorge Alberti - José Luis
- José Ramón Blanch - Gigoló #1
- Ronny Montemayor - James Ruiz
- Yoly Domínguez - Eloisa Sandoval
- Alexandra Acosta - Magaly
- Glenda Galeano - Azafata #1
- Rey Hernández - Oficial de Policía
- Andrés Mistage - Andrés Reyes
- Raúl Olivo - Álvaro Reyes
- Gustavo Franco - Comisario
- Ilse Pappe - Haydeé
- María Inés Serritella - Bailarina #1
- Sandra Arana - Raiza
- Rogelio Martínez - Rogelio
- Shalim Ortiz - Shalim
- José Paniagua - Tito
- Elías Rima Nassiff - Roberto Martínez
- Álvaro Ruiz - Álvaro

## DVD
Fue lanzada en formato DVD. Se compone de 3 discos y contiene un resumen de la telenovela con duración de más de 9 horas.

## Transmisión
Salió al aire en Venevisión el 15 de septiembre de 2003 y finalizó el 29 de mayo de 2004 en Venezuela y posteriormente fue estrenada en Estados Unidos por la cadena de habla hispana Univision el 2 de febrero de 2004.